# 布尔代西埃城堡
布尔代西埃城堡（法語：Château de la Bourdaisière) 是法國安德尔-卢瓦尔省城市卢瓦尔河畔蒙卢伊的一座法式城堡。在1947年，布尔代西埃城堡被列入法國歷史紀念建築。

## 外部連結
- Website about the Château （页面存档备份，存于）